# Jean d'Outremeuse
Jean d'Outremeuse, skutečným jménem Jean des Preis (2. ledna 1338, Lutych – 25. listopadu 1400, tamtéž) byl středověký lutyšský francouzsky píšící notář, soudní úředník, historik, básník a prozaik. Byl šlechtického původu, měl obrovský zájem o historii své země a o poezii. Ke své přezdívce pravděpodobně přišel díky tomu, že žil v lutyšské čtvrti Outremeuse.

## Dílo
- Chronique en bref (Stručná kronika), jde vlastně o autorovy poznámky k jeho dalším pracím.[1]
- Ogier le Danois, ztracená chanson de geste o životě a hrdinských činech rytíře Ogiera Dánského.[1]
- La geste de Liege, obsahem eposu, napsaném ve stylu chansons de geste, je mytická historie města Lutychu napsaná částečně v próze a částečně ve verších. Epos se skládá ze tří knih, z nichž třetí je ztracena (dochovalo se pouze několik pasáží).[2]
- Le myreur des histors (Zrcadlo historie), kronika v próze založená na díle Speculum historiale od Vincenta de Beauvais. Kronika líčí historii světa od pádu Tróje do roku 1340 a mísí se v ní legendy a pověsti se skutečnými událostmi i s příběhy z předcházejících dvou autorových děl. Kronika obsahuje komentáře ke všem důležitým událostem týkajících se Lutychu, Flander, Anglie a Francie. Pokračování po autorově smrti dopsal Jean de Stavelot.[1]
- Le tresorier de philosophie naturelle des pierres precieuses (mezi 1382 a 1390), čtyřdílná kniha je kompilací postupů na výrobu především umělých drahokamů.[2]